# Огр, огр
«Огр, огр» (англ. Ogre, Ogre) — фентезійний роман американського письменника Пірса Ентоні, п'ята книгав в серії Ксанф.

## Представлення сюжету
Розбий напівлогр (нащадок людоїда Кранча та людини Проклятого Друга, який діє як людоїд) йде до Доброго Чарівника Гамфрі, щоб отримати відповідь на своє запитання, хоча він не знає, у чому полягає його запитання. Відповідь чарівника: Подорожуйте до Огрів-предків, щоб знайти те, що шукаєте. Його платою є охорона Тенді, напівнімфи, протягом одного року.
Вони подорожують чарівною країною Ксанф, і Смеш набуває інших молодих жінок, які подорожують з ним і яких він захищає. По дорозі він заражається виноградною лозою Черга очей, яка робить його розумним (хоча насправді пробуджує його людську половину), що викликає у нього роздратування, оскільки огри не повинні бути розумними в жодному разі. Коли він намагається знайти протиотруту своєму інтелекту, він зазнає дккількох пригод; врятувати Тенді з царства мрій у рослині під назвою гіпногурд і розбити Дракона Гапа. Незабаром він знаходить збіги і знаходить рішення для всіх жінок, які йдуть одна за одною.

## Сюжет
Книга починається з того, що напівнімфу Тенді сексуально домагається мерзенний демон Фіант, коли вона намагається заснути. Вона має талант влаштовувати істерики, які можуть приголомшити або знищити, але її талант неефективний проти демона, тому вона вирішує відвідати свого батька Кромбі в замку Ругна, щоб дізнатися, чи може він їй допомогти. Однак, не маючи грошей для подорожі, вона вирішує зловити нічну кобилу, щоб відвезти її туди. Тенді це вдається ціною побиття, за винятком того, що кобила везе її до замку Доброго Чарівника, куди напівнімфу допускають без проблем через труднощі, через які вона пройшла, їдучи верхи на кобилі.
Рік по тому ми бачимо, як напівогр Розгром подорожує до Доброго Чарівника Гамфрі, намагаючись розв’язати туманне невдоволення собою. Використовуючи найкращі якості огра (силу та наївну дурість), а також своє незграбне знання людських звичаїв, а також випадковий яскравий спалах людського інтелекту, він прокладає свій шлях до замку Чарівника, долаючи різні перешкоди, такі як василіск і ставок вогняної води. Проте, як тільки Смеш входить до замку, тр стає занадто дурним, щоб сформулювати своє запитання. Чарівник Гамфрі все одно дає йому відповідь, кажучи йому відправитися до Предків Огрів і взяти з собою Тенді та охороняти її.
Під час своїх подорожей Смеш і Тенді стикаються з лозою Черга очей, яка вбудовується в голову Смеша та надає йому людський інтелект, щоб він спілкувався людською мовоб, а не виривав прості огрові віршики. Невдовзі він виявляє, що виноградна лоза також допомагає йому давати гарні ідеї, оскільки не всі проблеми, з якими вони стикаються, можна розбити на шматки. Після виноградної лози вони стикаються з набором жінок різних магічних рас, кожній з яких потрібно виконати особистий квест, включаючи дріаду, яка повинна захистити своє дерево від лісовиків, безкрилу фею Джону, яка шукає свого аналога з такою ж неправильною назвою, щоб повернутися назад, Кентавра Чема, давній друг із талантом магічного картографування, який хоче намалювати більше Ксанта, Блайт Брассі, яка випадково залишає свій рідний світ із гіпногурдом, щоб прийти до справжнього Ксанта, русалки, яка шукає кохання, та інших. На жаль, також під час їхніх подорожей Тенді потрапляє в пастку у світі гіпногурду, і її душа виривається з неї, хоча пізніше її звільняють інші. Смеш повертається в гарбуз і укладає угоду з представником світу (у формі труни): Смеш віддасть свою душу гарбузу під 90-денний арешт в обмін на душу Тенді. Потім у нього є 90 днів, щоб знайти жахливого Нічного жеребця, правителя гарбузового світу, і домовитися про анулювання застави.
По мірі того, як подорожі тривають, кожна жінка врешті-решт знаходить те, що шукає, хоча сила Смеша поступово втрачається, оскільки його душа поступово відкликається з плином днів. Смеш час від часу здійснює набіги на гарбузовий світ, за допомогою чарівного нескінченного клубка мотузок, щоб позначити свій шлях, у пошуках Нічного жеребця, долаючи різноманітні світові випробування, для вирішення більшості з яких потрібна як сила огра, так і людський інтелект. Нарешті, коли лише Чем і Тенді залишаються зі Смешом, вони натрапляють на жахливий регіон Стихій і стикаються з потопом у водному регіоні, який змиває виноградну лозу з голови Смеша, безпосередньо перед тим, як вони потрапляють у найнебезпечніший регіон Порожнечі. Коли вони потрапляють у порожнечу, то розуміють, що потрапили в пастку і повинні знайти спосіб вибратися, чого вони не можуть зробити без корисного інтелекту Смеша. Смешу, використовуючи властивості Порожнечі, вдається повернути свою ілюзію інтелекту (хоча на даний момент вона вже не є ілюзорною) й востаннє увійти в гарбуз, де він нарешті знаходить Нічного жеребця та стикається з новими викликами, які потребують усіх його сил: як новознайдений людський інтелект, а також його огрська сила та впертість, яку потрібно подолати.
Після того, як Смеш долає випробування Нічного жеребця та відвойовує свою душу, він усвідомлює свою людську сторону і закохується в Тенді, знову піддаючи власну душу небезпеці, щоб врятувати її, але через іншу угоду отримує лише половину душі та половину сили огра. Нарешті він прибуває до дому Предків-Огрів, але зауважує, які вони насправді дурні й потворні, і вирішує, що не хоче залишатися з ними, однак, коли вони погрожують Тенді, він вирішує боротися, щоб врятувати її. Після того, як Тенді пожертвувала власною душею під час бою, щоб врятувати Смаша (що дало йому повну силу огрів), щоб він міг перемогти огрів-предків, Смеш нарешті по-справжньому порозумівся зі своєю людською стороною, навіть перетворившись на людину, щоб мати змогу правильно займатися сексом з Тенді.
Коли Смеш і Тенді повертаються додому, вони знову стикаються з Демоном Фіантом. Як людина, Смеш не зрівняється з демоном, але йому вдається повернутися до форми огра та зміг назавжди перемогти Фіанта, хоча для перемоги в цій битві знову потрібен його людський інтелект.

## Головний герой
- Смеш
- Тенді
- Чім
- Сирена
- Джон Фейрі
- Блайт
- Імбрі.